# Zürich-Haus
Das Zürich-Haus war ein 68 Meter hohes Hochhaus in Frankfurt am Main. Der von 1958 bis 1960 von der Zürich-Versicherung nach Entwürfen der Architekten Udo von Schauroth und Werner Stücheli errichtete Bau war eines der ersten Hochhäuser in Frankfurt. Er stand von 1989 bis 1996 unter Denkmalschutz und wurde 2002 abgerissen. Auf dem Gelände steht heute der Opernturm.

## Geschichte
Mitte der 1950er-Jahre erwarb die Zürich-Versicherung von den Erben der Familie Rothschild das Grundstück an der Bockenheimer Landstraße in unmittelbarer Nähe zur Alten Oper. Die Fläche hatte zuvor zum Rothschildpark gehört. Das klassizistische Palais Rothschild, ein Werk des Architekten Friedrich Rumpf von 1832, war im Krieg schwer beschädigt worden, die Ruinen wurden Anfang der 1950er-Jahre abgetragen.
Im Herbst 1958 präsentierten die Architekten ihre Pläne der Öffentlichkeit. Sie sahen am Opernplatz einen 19-stöckigen, auf Stützen stehenden Turm mit quadratischem Grundriss von 22 Metern Kantenlänge und zum Rothschildpark hin einen achtgeschossigen Längsbau mit den Maßen 70 × 20 Metern vor. Die beiden Gebäude sollten durch einen Flachbau miteinander verbunden werden. Unter dem Gebäudekomplex wurde eine zweigeschossige Tiefgarage mit 200 Stellplätzen geplant.
Im Herbst 1959 begann der Bau des Hochhauses. Zunächst wurde der Stahlbetonkern mit sieben Metern Kantenlänge errichtet, der die Versorgungseinrichtungen und drei Aufzüge aufnahm. Die Fassade wurde erstmals als Curtain-Wall-Fassade errichtet, bei der die acht Zentimeter dicken Fassadenteile aus eloxiertem Aluminium vor das Stahlbetonskelett gehängt und verschraubt wurden. Aufgrund der geringen Wandstärken und der schwachen Isolierung kam es später zu Beschwerden der Mitarbeiter, da sich die Fassade im Sonnenlicht stark aufheizte und die Wärme ins Gebäudeinnere abführte.
Zu den technischen Neuerungen des Baus zählten zwei Druckerhöhungsanlagen für Trink- und Löschwasser, eine Notstromversorgung für die Aufzüge und die Beleuchtung der Fluchtwege sowie eine automatische Sprinkleranlage in der Tiefgarage. Die drei automatisch gesteuerten Aufzüge erreichten eine Geschwindigkeit von drei Metern pro Sekunde. Das Treppenhaus im Nordflügel war lediglich für Notfälle gedacht. Ende der 1970er-Jahre musste ein weiteres Fluchttreppenhaus an der Außenseite des Hochhauses installiert werden, das das äußere Erscheinungsbild des schlanken Turmes stark beeinträchtigte.
Im November 1960 wurde der Neubau bezogen. Rund 1.000 Arbeitsplätze verteilten sich auf eine Bürofläche von 14.000 Quadratmetern. Zu den Erstmietern zählten das Schweizerische Generalkonsulat, Procter & Gamble, Merrill Lynch, Morgan Guaranty, Crédit Lyonnais, Alitalia, Siemens und Lurgi. Der Gebäudekomplex erhielt von der Post eine eigene Adresse zugewiesen: Zürich-Haus am Opernplatz.
Die Baukosten hatten etwa 20 Millionen DM (in heutiger Kaufkraft 55,72 Millionen €) betragen. Am 28. Mai 1962 fand die feierliche Eröffnungsfeier des Neubaus im Kaisersaal des Römers in Anwesenheit des schweizerischen Generalkonsuls, des Frankfurter Oberbürgermeisters und zahlreicher Gäste aus Politik und Wirtschaft statt.
Den Flachbau an der Bockenheimer Landstraße zu Füßen des Zürich-Hauses bezog im November 1962 das United States Trade Center, eine Marketinggesellschaft, die kleineren US-Firmen Kontakte zu deutschen Unternehmen vermittelte.
Mit dem Bau des Zürich-Hauses begann eine kritische Phase für die Frankfurter Stadtentwicklung: In seiner Eröffnungsrede hatte Oberbürgermeister Werner Bockelmann angekündigt, dass das Westend zum neuen Erweiterungsgebiet für die beengte Frankfurter Innenstadt werden sollte. Die in den Folgejahren beginnende Bauspekulation im Westend gipfelte schließlich im Frankfurter Häuserkampf Ende der 1960er- und Anfang der 1970er-Jahre.
Unter anderem aufgrund dieser Bedeutung für die Baugeschichte der Stadt wurde das Zürich-Haus 1989 durch das Landesamt für Denkmalpflege Hessen als Kulturdenkmal ausgewiesen. Die Eigentümer strengten daraufhin eine Feststellungsklage an, dass es sich bei dem Gebäude nicht um ein Kulturdenkmal handele. Der Prozess endete mit einem Vergleich: Das Land Hessen sagte letztendlich zu, mindestens zehn Jahre lang nicht behaupten zu wollen, dass es sich bei der Anlage um ein Kulturdenkmal handele. Der Eigentümer plante daraufhin 1998 den Abriss. An die Stelle des Zürich-Hauses sollte ein 90 Meter hoher Neubau nach Entwürfen von Christoph Mäckler mit 2.000 Arbeitsplätzen treten. Nach Auseinandersetzungen mit der Stadt, die den sehr breiten und gedrungenen Entwurf ablehnte, schlug der Architekt den Neubau eines schlanken, 168 Meter hohen Turmes vor. Im Gegenzug sollte der Rothschildpark um 5.500 Quadratmeter vergrößert und neugestaltet werden.
Die Stadt stimmte diesen Plänen zu und erlaubte im Jahr 2002 den Abriss des Zürich-Hauses. Nach dem Abriss begann die Zürich-Versicherung aufgrund eigener wirtschaftlicher Probleme jedoch nicht mit dem Neubau, und so lag das Gelände brach, bis es schließlich im Juli 2004 an den Projektentwickler Tishman Speyer Properties verkauft wurde. Im Januar 2007 begann der Bau des jetzt Opernturm genannten Projekts, das Ende 2009 fertiggestellt wurde.